# Буджуку (озеро)
Буджуку (англ. Lake Bujuku) — кратерне озеро в національному парку «Гори Рувензорі», що у гірському пасмі Рувензорі, округ Касесе, Західної області, що на заході Уганди. Це одне з туристичних місць національного парку «Гори Рувензорі». Пішохідна стежка до озера Буджуку займає не менше 3 днів. Довжина озера становить 1,37 кілометра і воно розташоване на висоті 3963 метри над рівнем моря, на початку долини Буджуку.
З озера витікає невеличка річка Буджуку, яка тече спочатку на схід, а потім на південний схід і приблизно подолавши 11 км впадає в річку Мубуку з лівого берега, приблизно за 30 м вище мосту «Курта Шаффера».

## Галерея
| Гора Спік, озеро Буджуку | Рослинність на берегах озера Буджуку |